# Plesiops mystaxus
Plesiops mystaxus är en fiskart som beskrevs av Mooi, 1995. Plesiops mystaxus ingår i släktet Plesiops och familjen Plesiopidae. Inga underarter finns listade i Catalogue of Life.